# Vladislav Gussev
Vladislav Gussev (* 26. August 1986 in Tartu) ist ein estnischer Fußballspieler. Er ist der jüngere Bruder von Vitali Gussev. 

## Karriere
Seine erste Station war der Verein Tervis Pärnu, danach der FC Valga. Von dort ging er zur Saison 2004/05 zu seinem Jugendverein JK Merkuur Tartu zurück. Seine erfolgreichste Zeit hatte er beim FC TVMK Tallinn, wo er von 2005 bis 2008 spielte.

## Erfolge
JK Tervis Pärnu
- Vize-Meister Second Division: 2003

FC TVMK Tallinn
- Estnischer Meister: 2005
- Estnischer Pokalsieger: 2006
- Estnischer Supercupsieger: 2005, 2006

## Nationalelf
- Für die Nationalmannschaft Estland bestritt er bisher 2 Spiele. Im November 2008 wurde er vom Estnischen Fußballverband für 2 Jahre gesperrt. Er durfte keine weiteren Länderspiele bestreiten.

| Personendaten    | Personendaten             |
| ---------------- | ------------------------- |
| NAME             | Gussev, Vladislav         |
| KURZBESCHREIBUNG | estnischer Fußballspieler |
| GEBURTSDATUM     | 26. August 1986           |
| GEBURTSORT       | Tartu                     |